# Гусмания (растение)
Гусма́ния, или гузма́ния (лат. Guzmania), — род вечнозелёных травянистых растений семейства Бромелиевые. Около 215 видов эпифитов и наземных растений, распространенных в Южной Флориде, Вест-Индии, Центральной Америке, Венесуэле, Бразилии; растут в лесах, на открытых горных склонах на высоте до 2400 м над уровнем моря. Цветки некоторых видов гусмании клейстогамны, то есть они не раскрываются и самоопыление происходит внутри бутонов.
Многие виды гусмании — популярные комнатные растения.

## Название
Род был описан в 1802 году и назван в честь Анастасио Гусмана (исп. Anastasio Guzmán, 17??—1807), испанского исследователя флоры и фауны Южной Америки, фармацевта, ботаника, зоолога, путешественника.
В русскоязычной литературе нередко используется наименование «гузмания» — по транслитерации научного названия.
Синонимы научного названия:
- Caraguata Lindl.
- Chirripoa Suess.
- Massangea E.Morren
- Schlumbergera E.Morren
- Sodiroa André
- Thecophyllum André

## Виды
По информации базы данных The Plant List, род включает 218 видов. Некоторые из них:
Гусмания Доннелла-Смита (Guzmania donnellsmithii) — эпифитное растение. Листья длиной 60 см, шириной 3 см, образуют рыхлую розетку, языковидные, заостренные к верхушке, зеленые, покрыты бледно-окрашенными чешуйками. Цветонос прямостоячий. Листья на нём черепитчатые, плотно закрывают цветонос и нижнюю часть соцветия. Соцветие сложное, пирамидально-метельчатое, короткое (10 см), густое, ось его голая. Нижние листья на соцветии отогнутые, широкоовальные, с остроконечием, ярко-красные, с прижатыми чешуйками на верхушке. Колоски плотные, на ножках, 2—3-цветковые, ось колоска длиной до 1 см. Прицветники округлые, тонкопленчатые, длиной 8—10 см, намного короче чашелистиков, голые. Чашелистики образуют короткую трубку, слегка асимметричные, узкоэллиптические, тупые, с жилками, голые или с рассеянными беловатыми чешуйками. Лепестки сросшиеся, лопасти овальные, тупые, длиной до 2 см; тычинки не выдаются из венчика. Цветет в апреле — мае. В культуре с 1908 года. Встречается в Коста -Рике, Панаме на высоте 700—1400 м над уровнем моря, в дождевых лесах.
Гусмания кроваво-красная (Guzmania sanguinea) — эпифитное растение. Листья в числе 15—18 образуют бокаловидную розетку, доходящую до 30 см, широколинейные с отогнутой вниз верхушкой, цельнокрайные, в период цветения все или только внутренние — ярко-красные. Цветонос не развит. Соцветие из 7—12 цветков, щитковидное, с листовидной обверткой, погружено в розетку. Цветки на цветоножках. Прицветники тонкие, превышают чашелистики. Чашелистики длиной 1,7 см, эллиптические, тупые, сросшиеся в основании. Лепестки длиной 7,5 см, широкоовальные, срастаются в узкую трубку, наверху свободные. Разновидности: var. sangu-inea — листья длиной до 40 см, шириной 5,5 см прицветники плоские, округлые, с остроконечием; лепестки белые или зеленовато-желтые. Встречается в Коста-Рике, Колумбии, Тринидаде, Тобаго, Эквадоре на высоте до 1050 м над уровнем моря, в лесах. Цветет в апреле, августе; var. brevipedicel-lata — листья длиной до 20 см, шириной 2,5 см, прицветники заостренные, шлемовидные, длиной 2,2 см.
Гусмания мозаичная (Guzmania musaica) — эпифитное растение. Листья длиной 70 см, шириной 4—8 см, в числе 15—20 образуют раскидистую розетку, языковидные, на верхушке округлые, резко переходящие в остроконечие, цельнокрайные. Цветонос прямой, короче листьев розетки, листья на цветоносе широкоэллиптические, заостренные или с остроконечием, черепитчатые, вздутые, ярко-розовые. Соцветие простое, головчатое, из 12—25 цветков, неопушенное. Прицветники ярко-розовые, широкие, обратнояйцевидные, заостренные, кожистые, вдвое короче чашелистиков, охватывают основание цветков. Цветки сидячие; чашелистики вытянутые, тупые, Присоцветные листья прямосто ячие, красные. Прицветники слегка шлемовидные. Цветки многочисленные. Встречается от Гватемалы до Колумбии и Северо — Восточной Бразилии на высоте 70—1000 м над уровнем моря, в лесах. Цветет в феврале — июле; var. flammea — листья длиной 24— 34 см, шириной 1—1,7 см. Соцветие малоцветковое. Прицветники слегка шлемовидные. Встречается в Колумбии, Эквадоре на высоте 5—1000 м над уровнем моря. Цветёт в июле, августе.

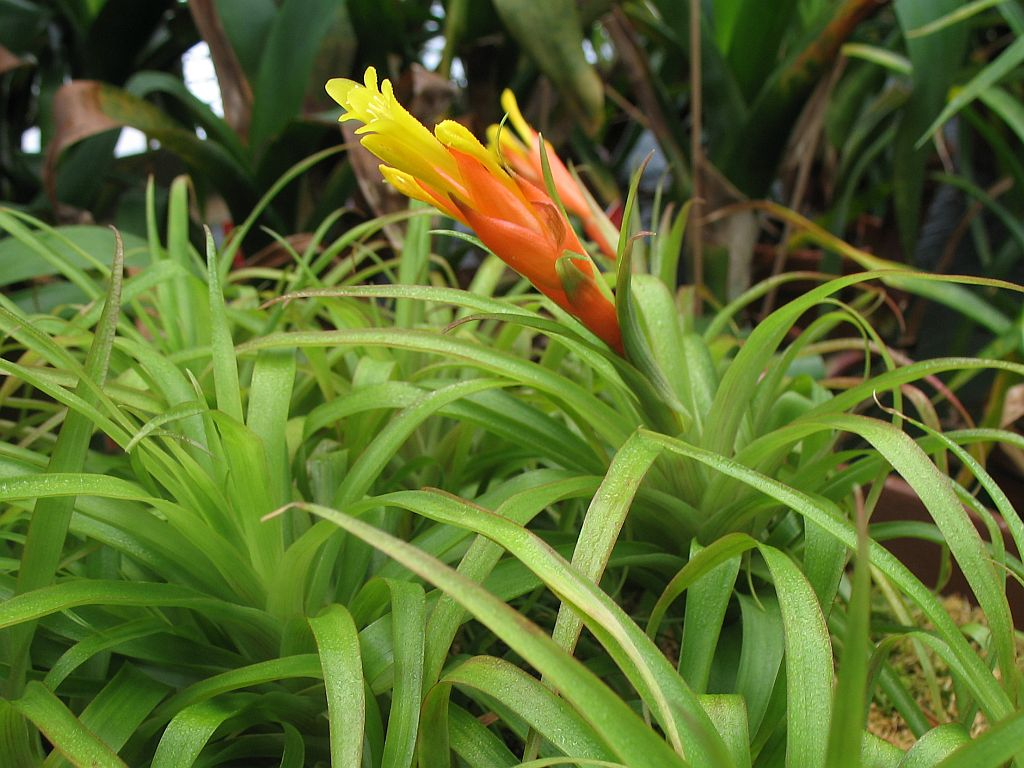
Guzmania angustifolia
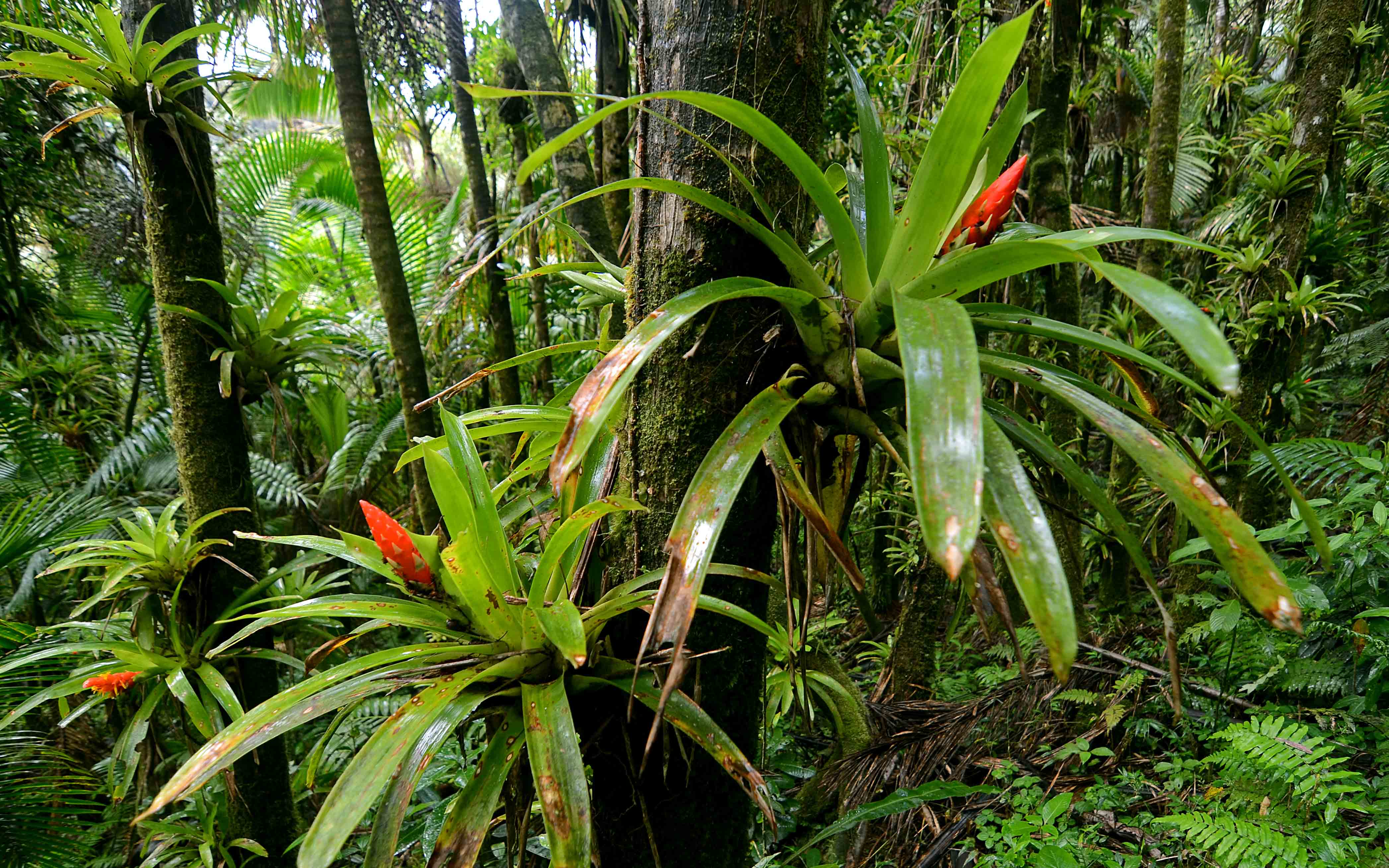
Guzmania berteroniana
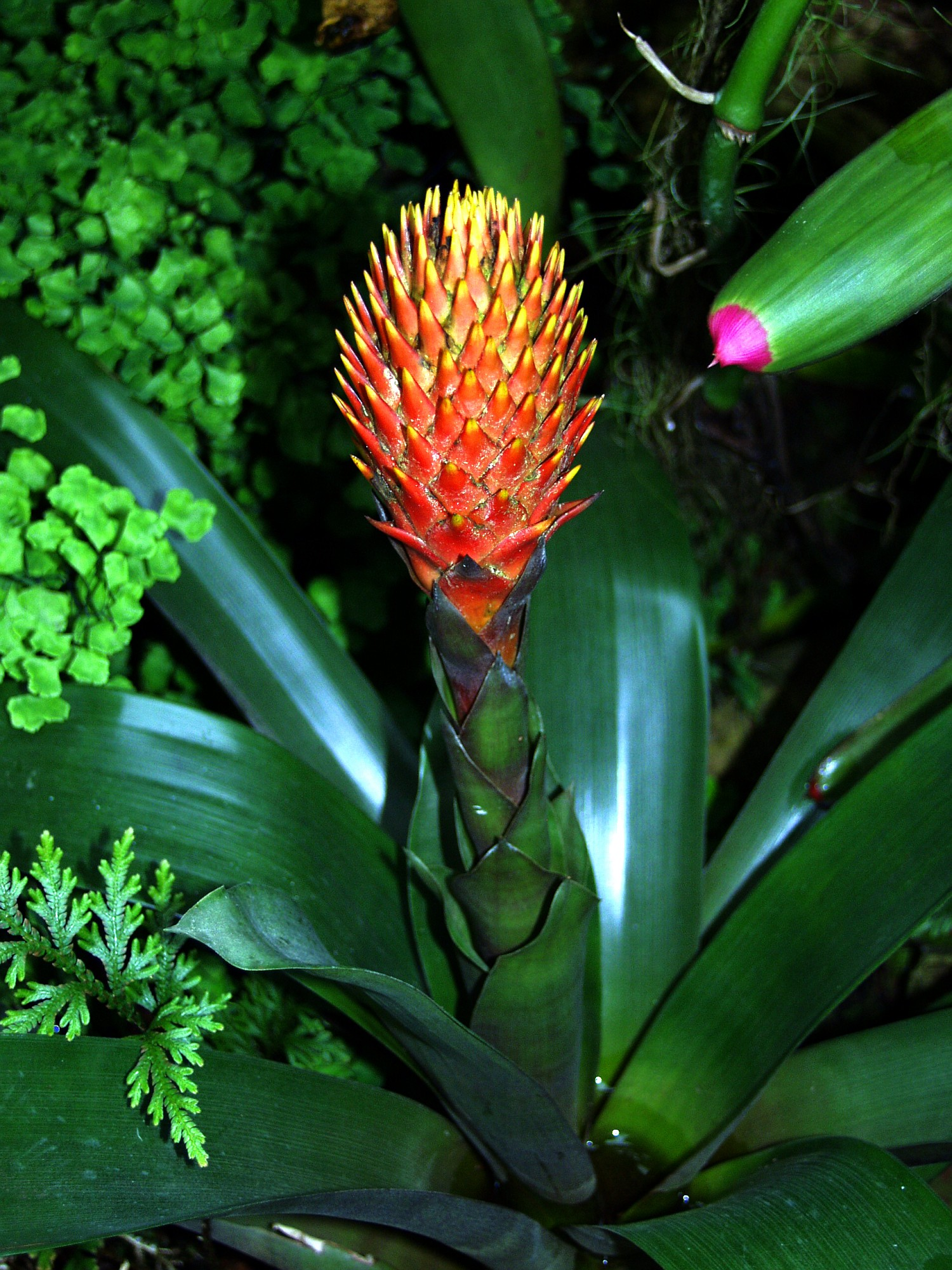
Guzmania conifera
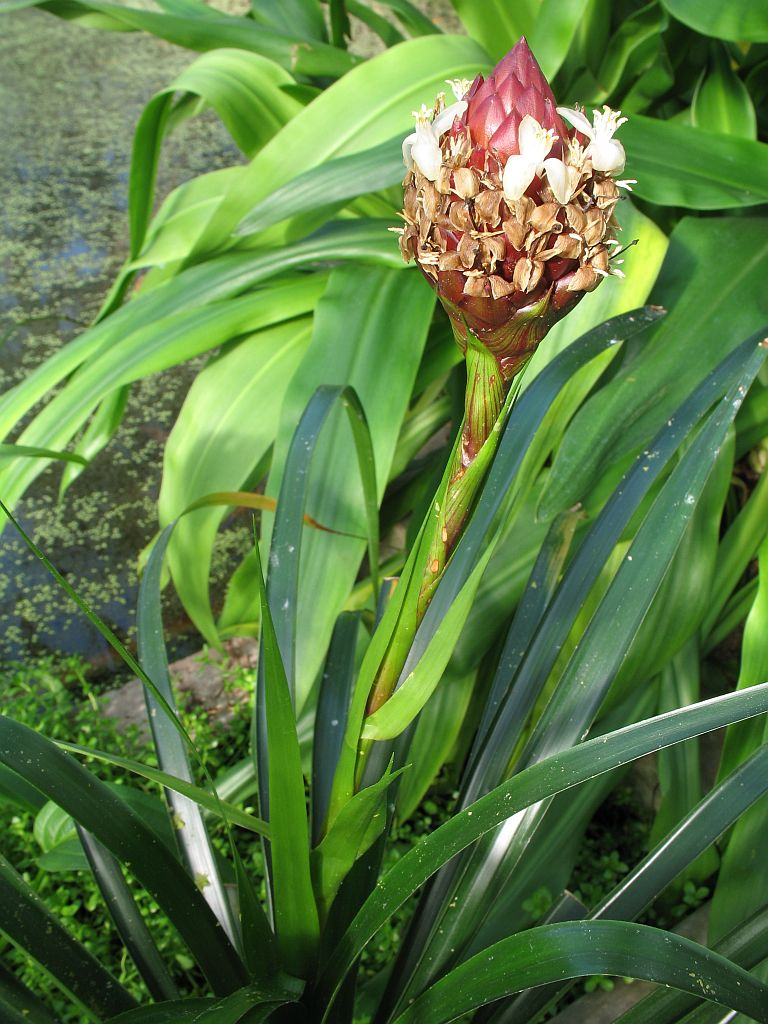
Guzmania farciminiformis
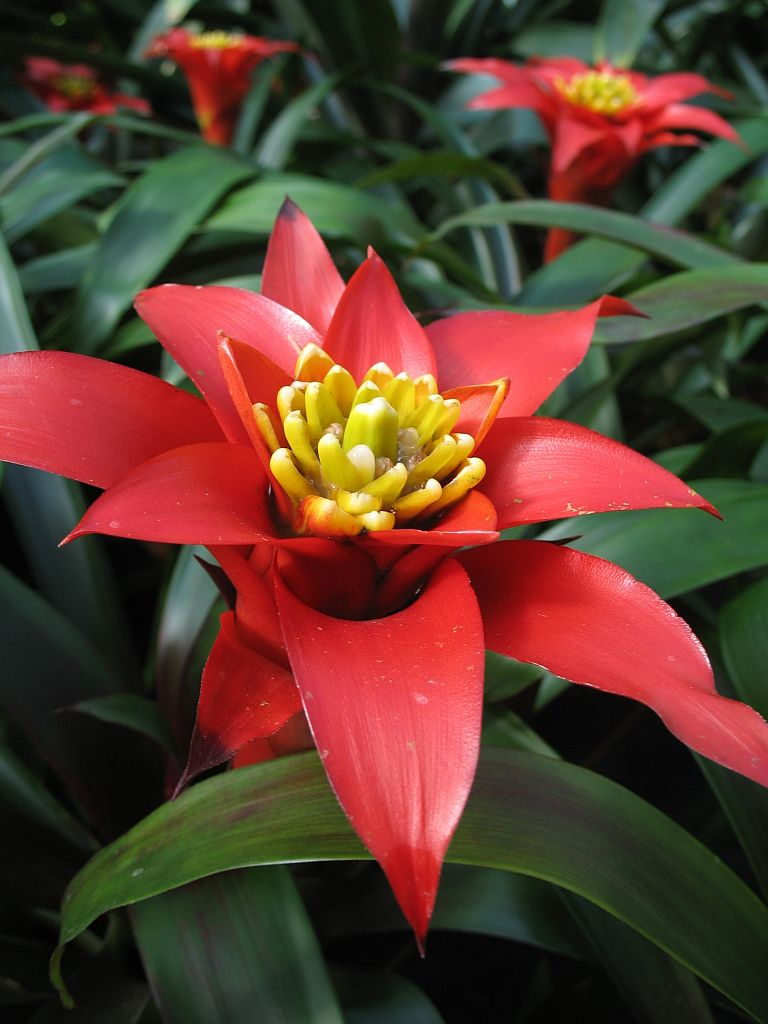
Guzmania lingulata
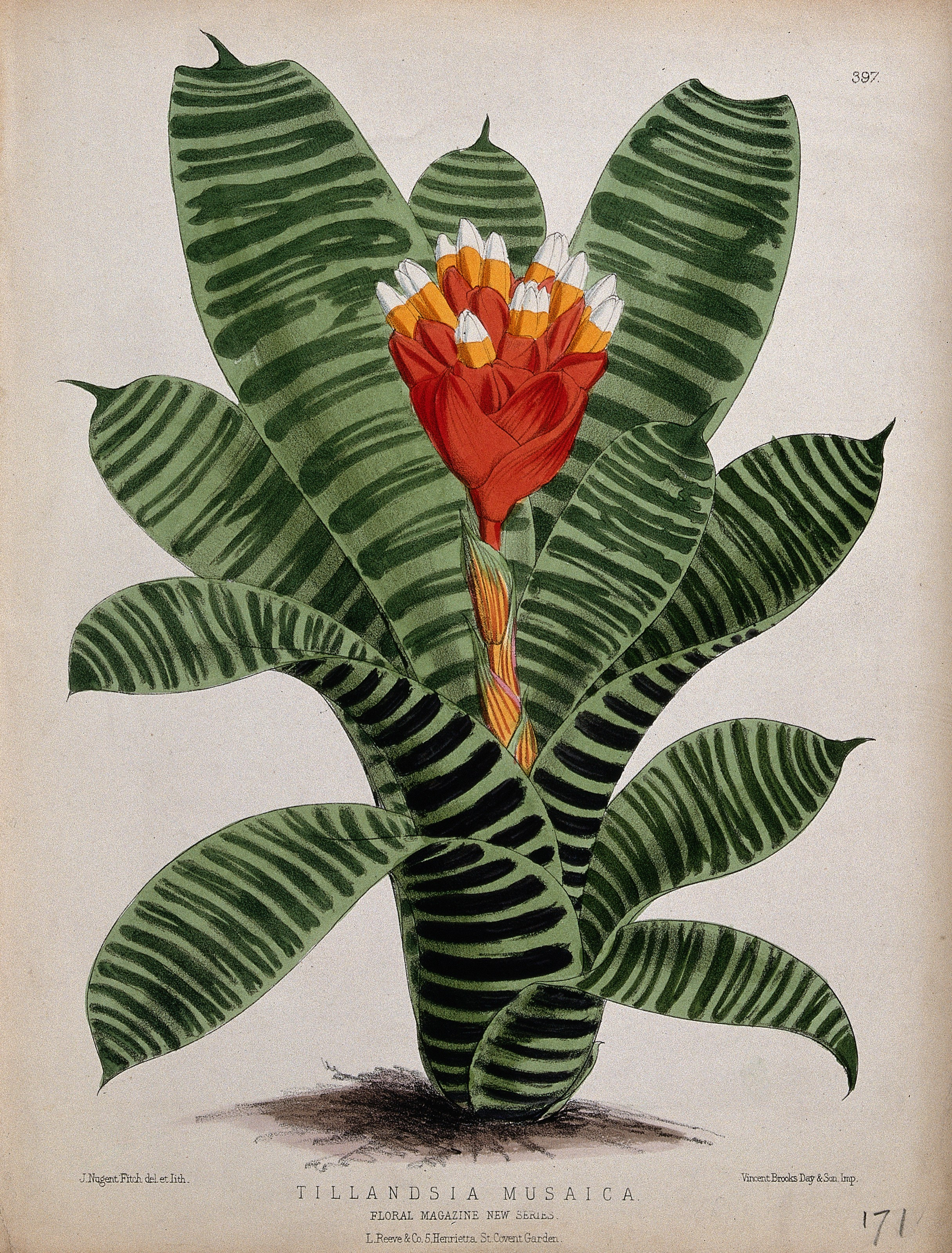
Guzmania musaica
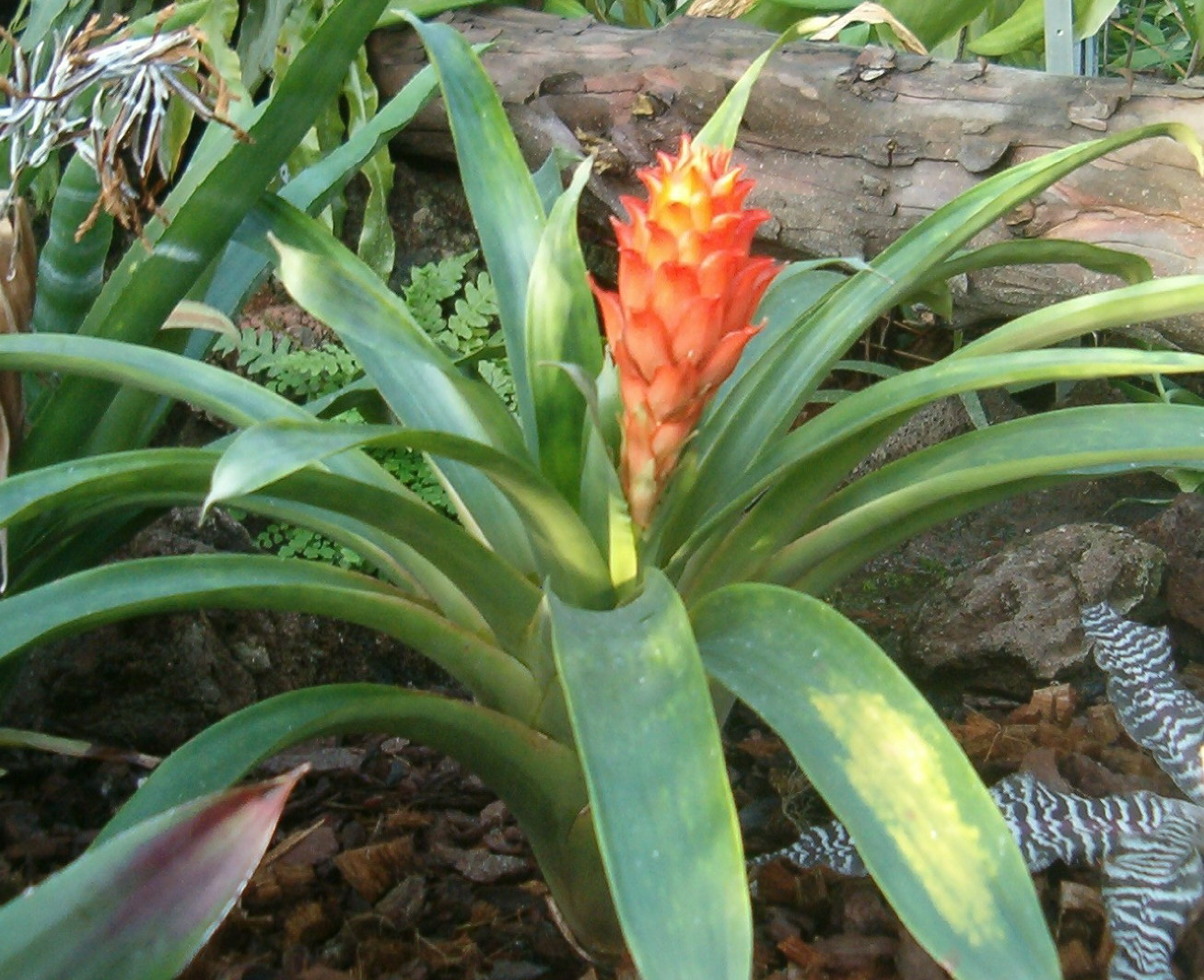
Guzmania osyana

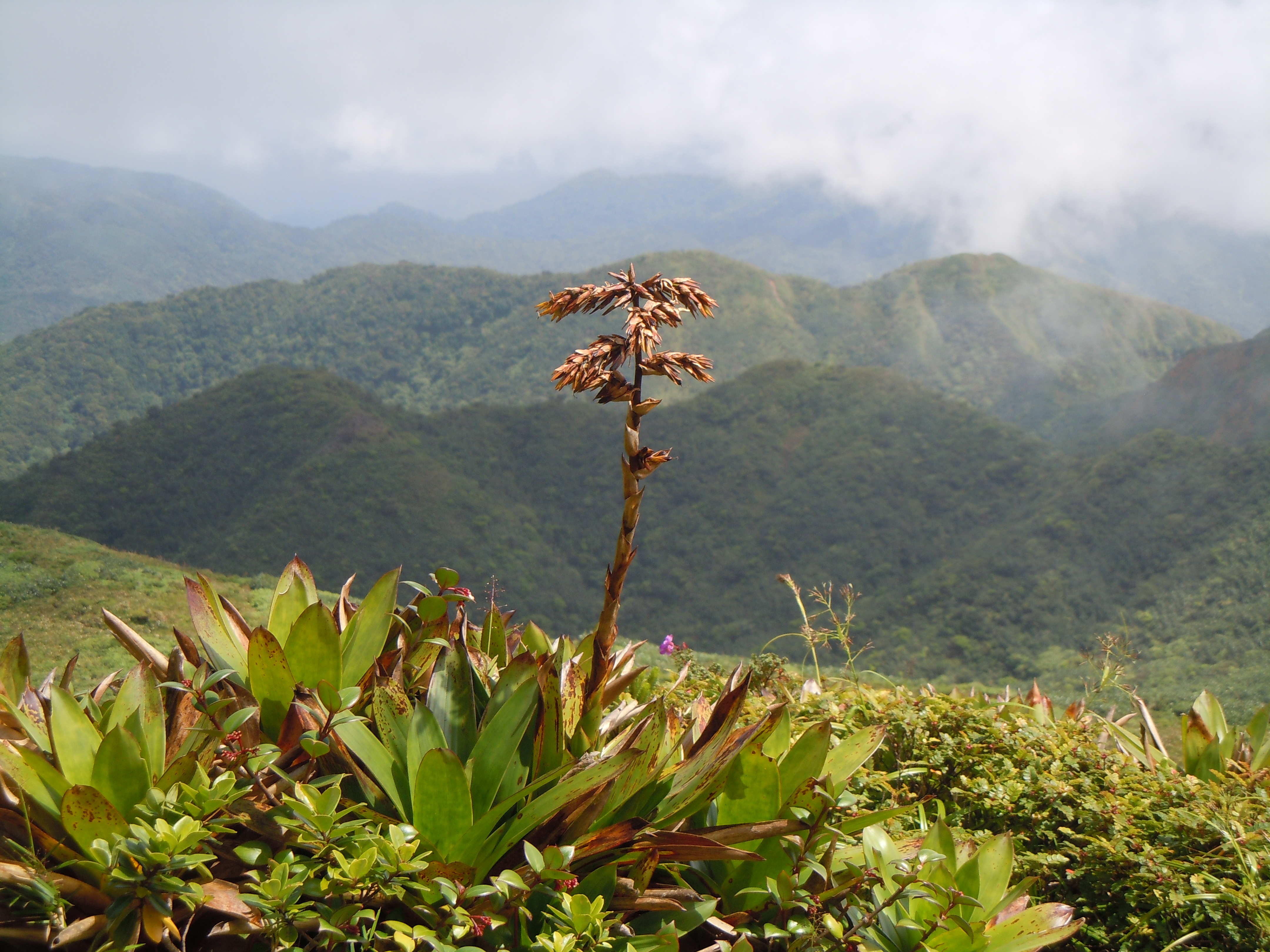
Guzmania plumieri
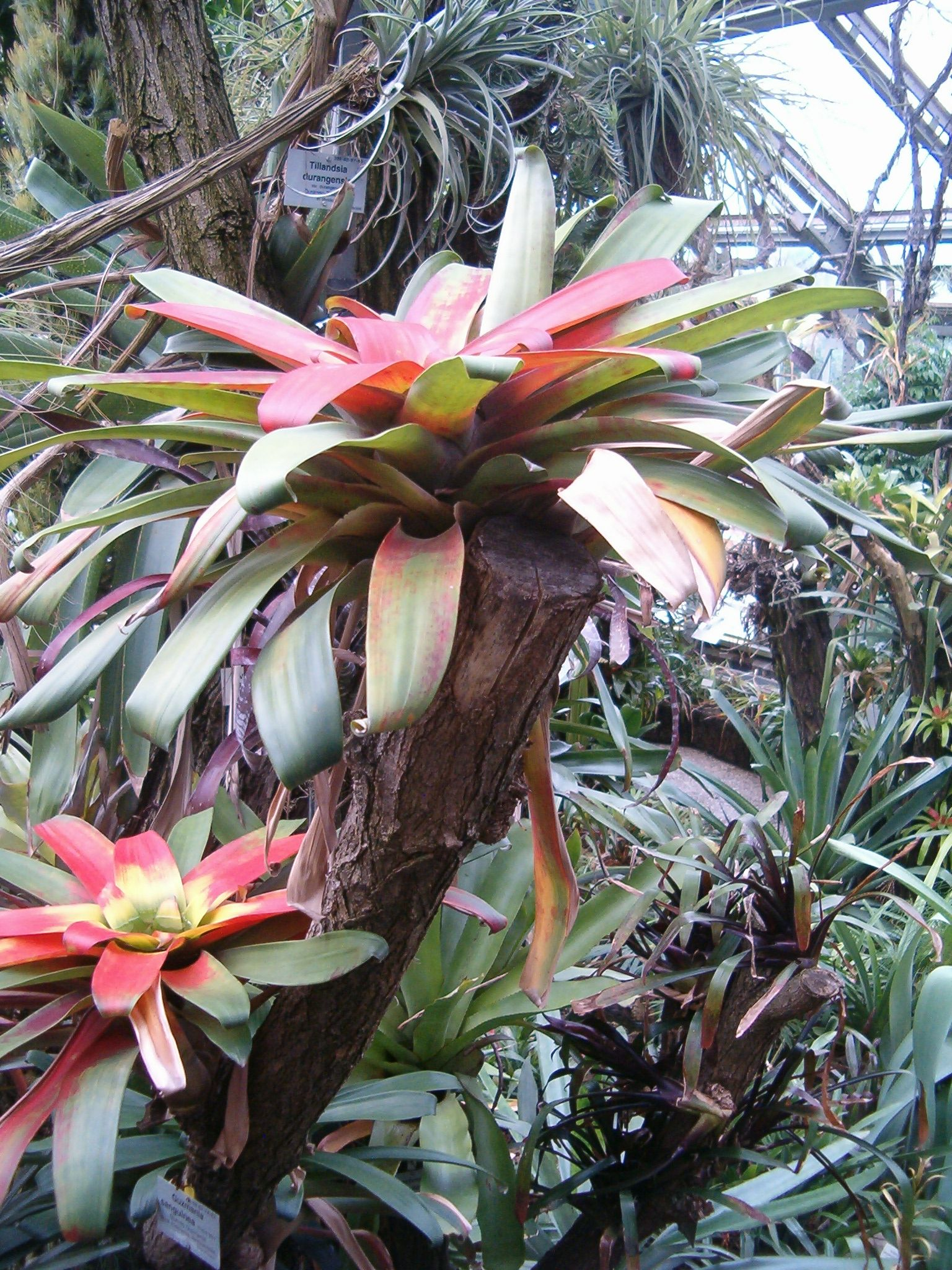
Guzmania sanguinea
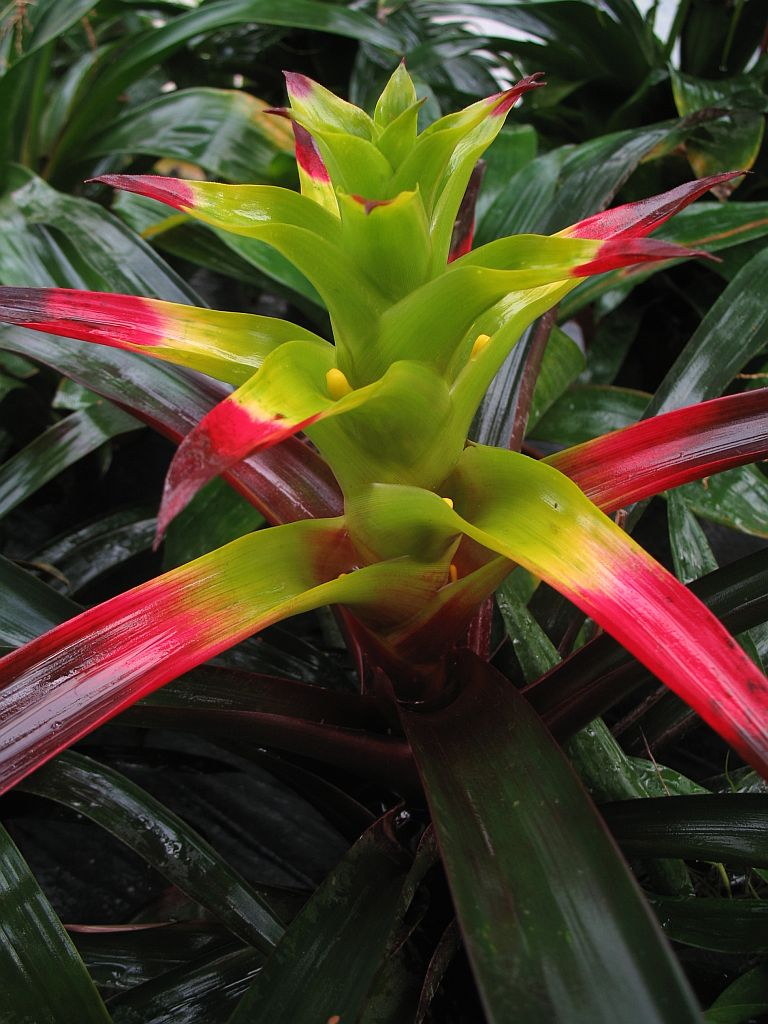
Guzmania squarrosa
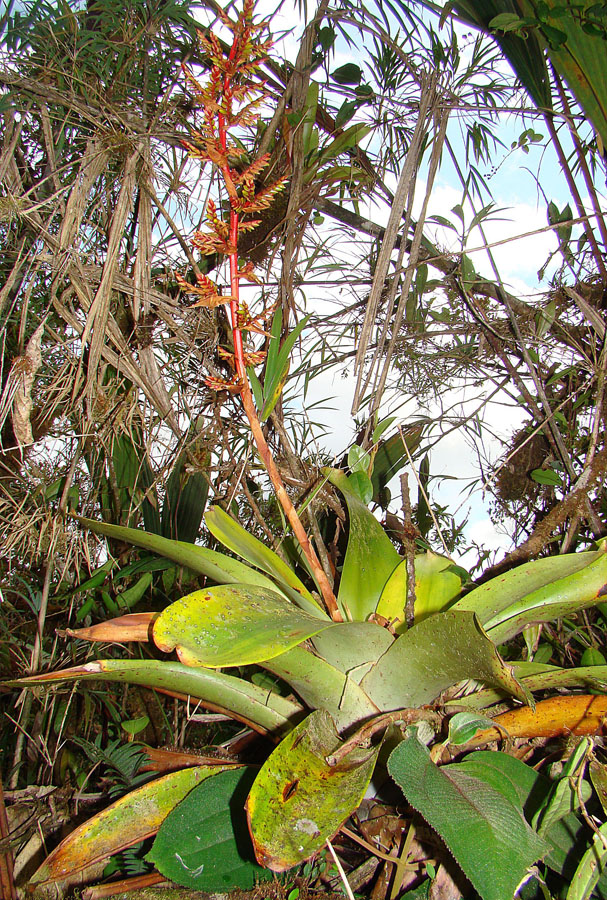
Guzmania undulatobracteata
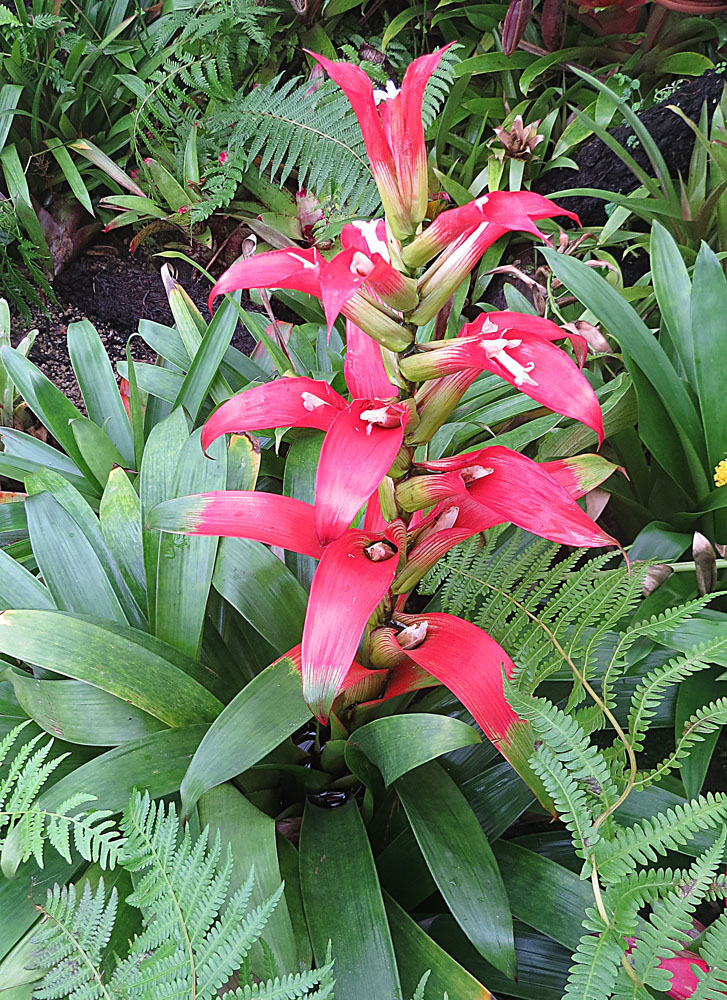
Guzmania wittmackii
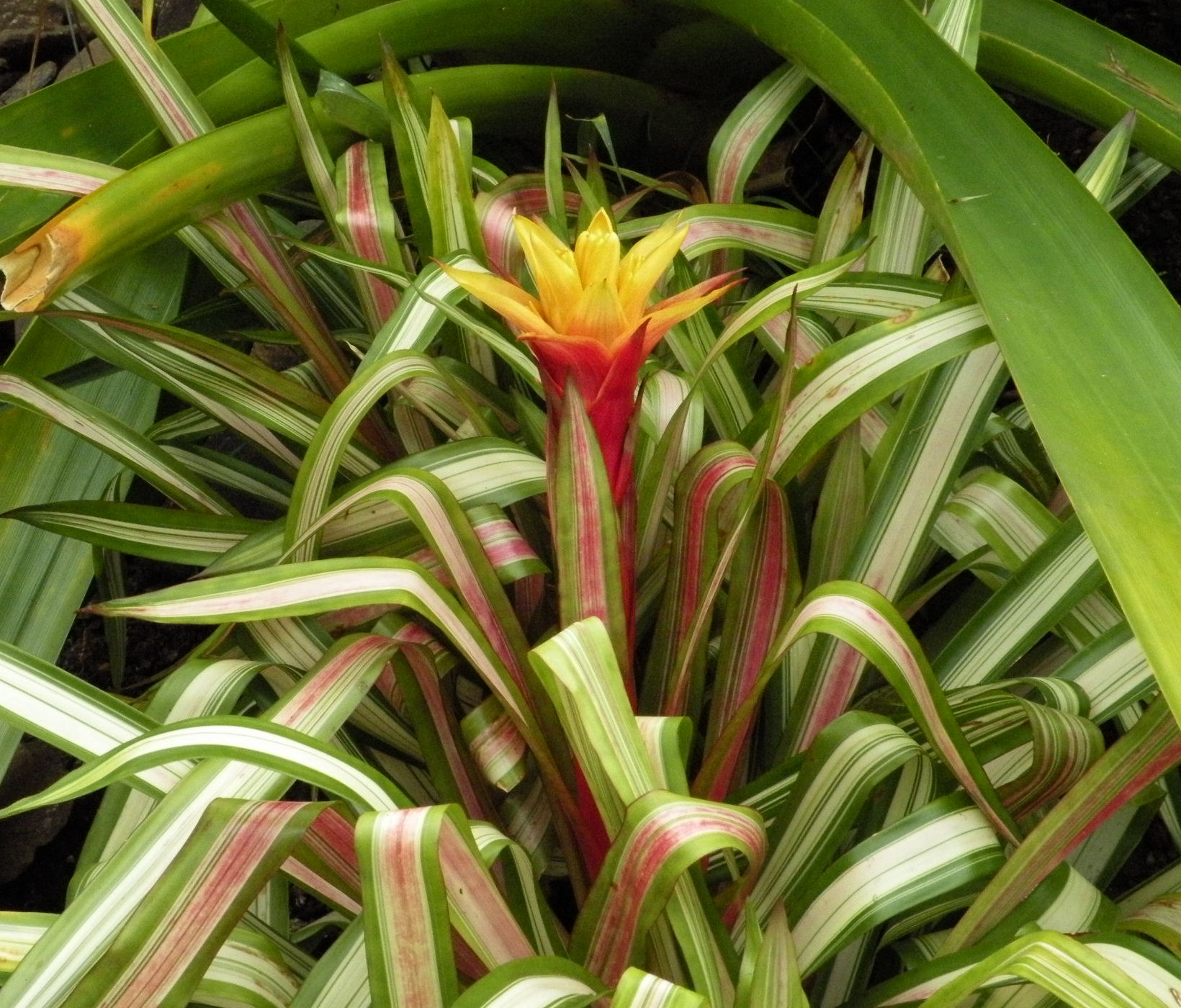
Guzmania zahnii
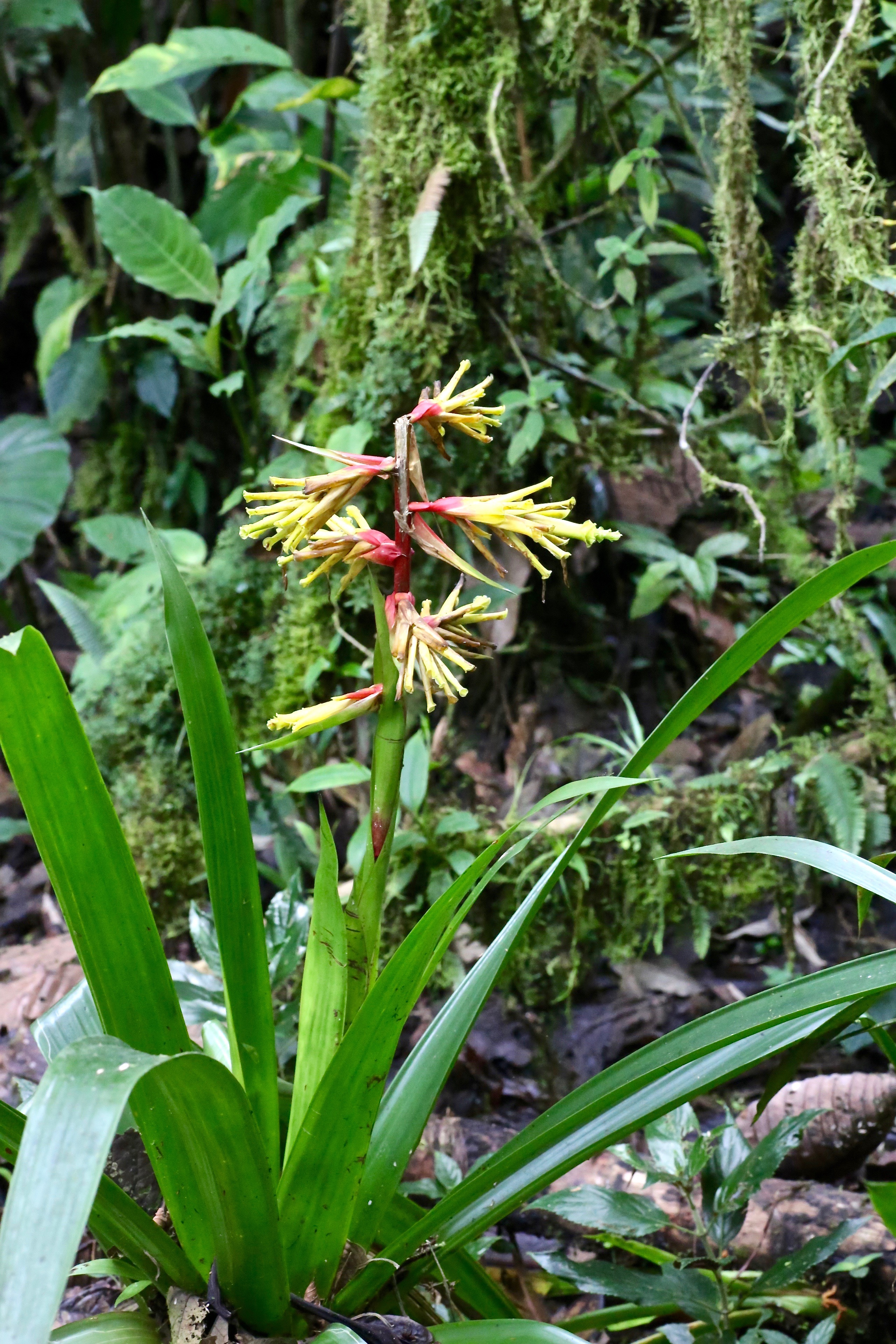
Guzmania xanthobractea

## Гусмания в комнатном садоводстве

### Уход

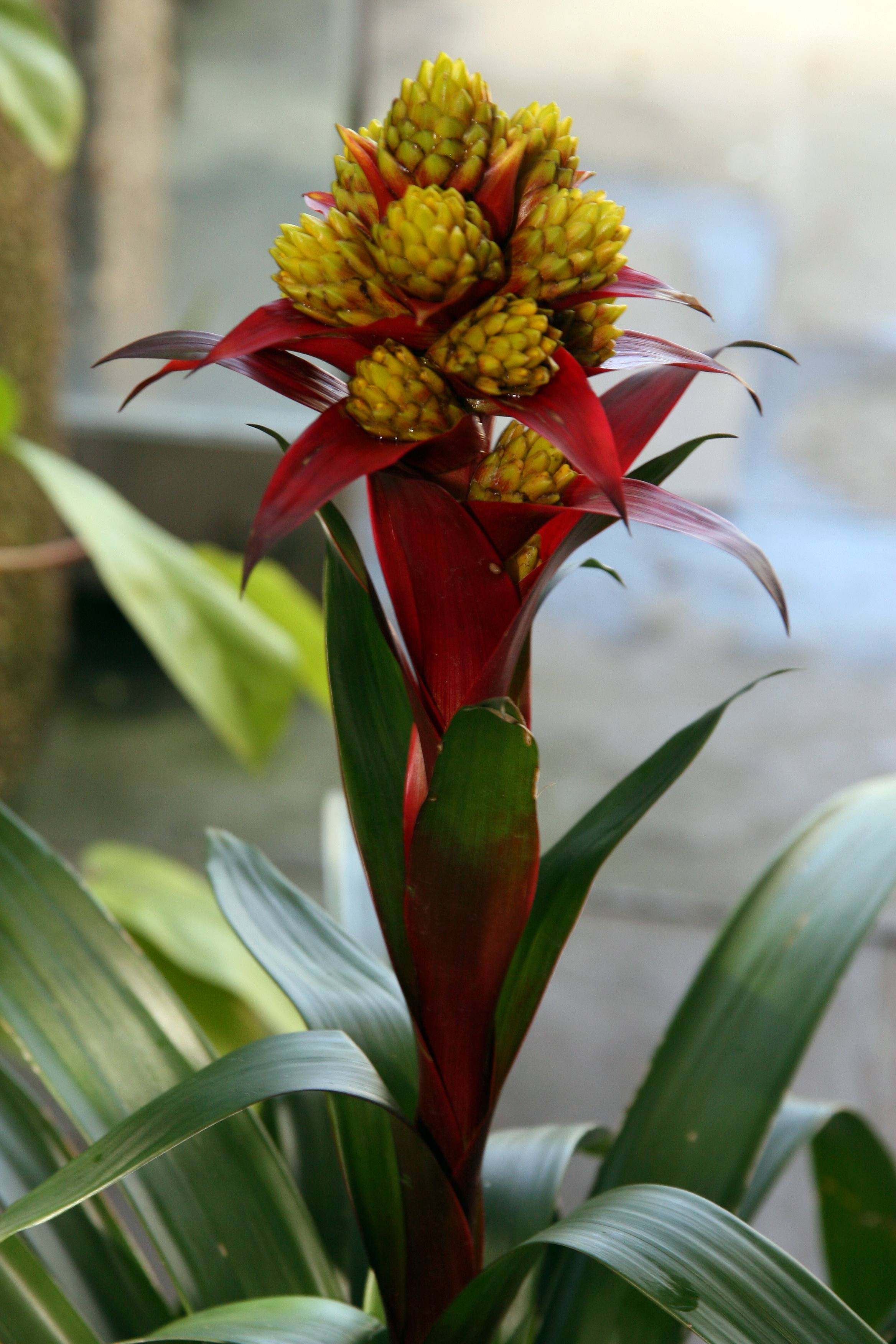
Гузмания сорта 'Limones'

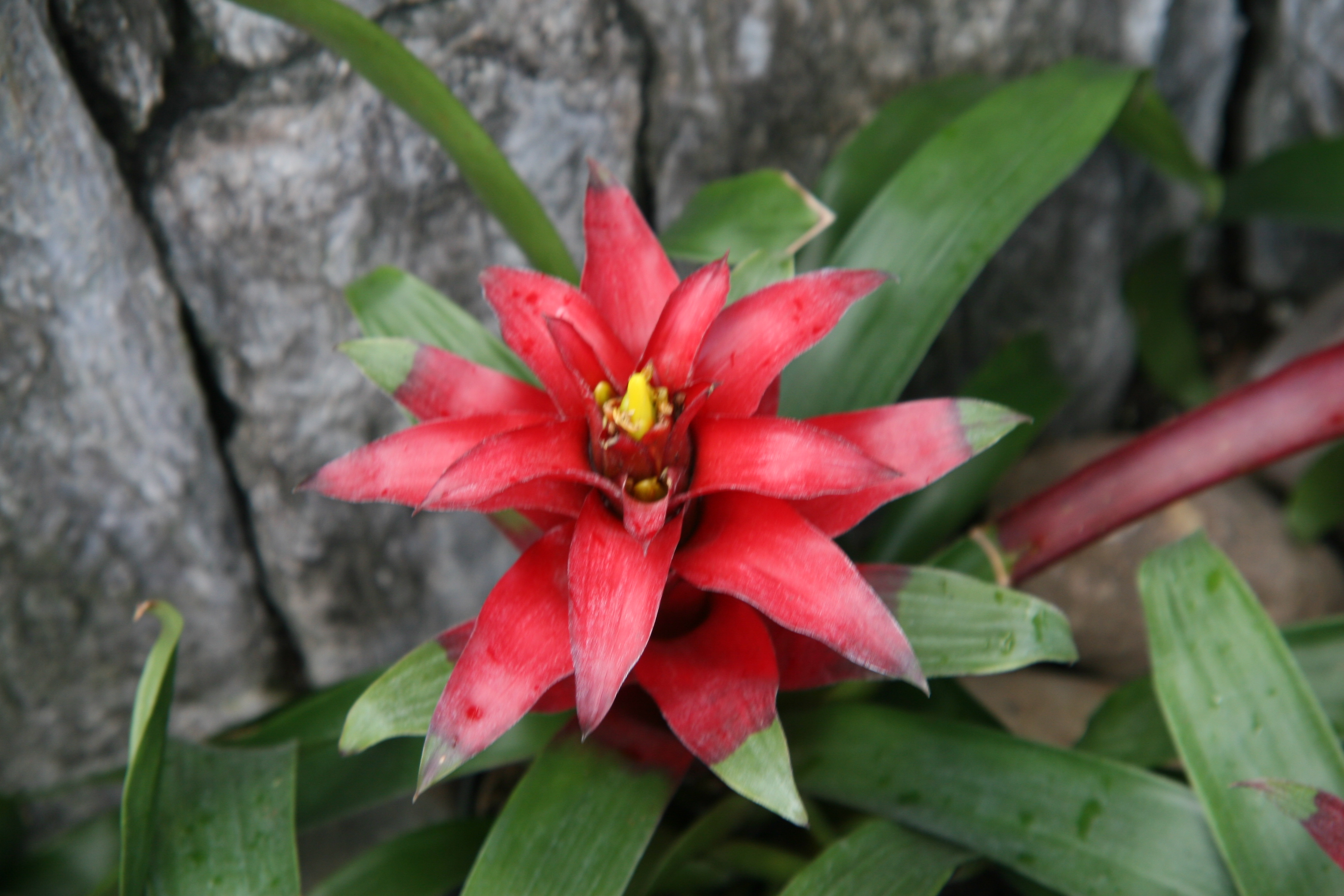
Гузмания сорта 'Wendy'

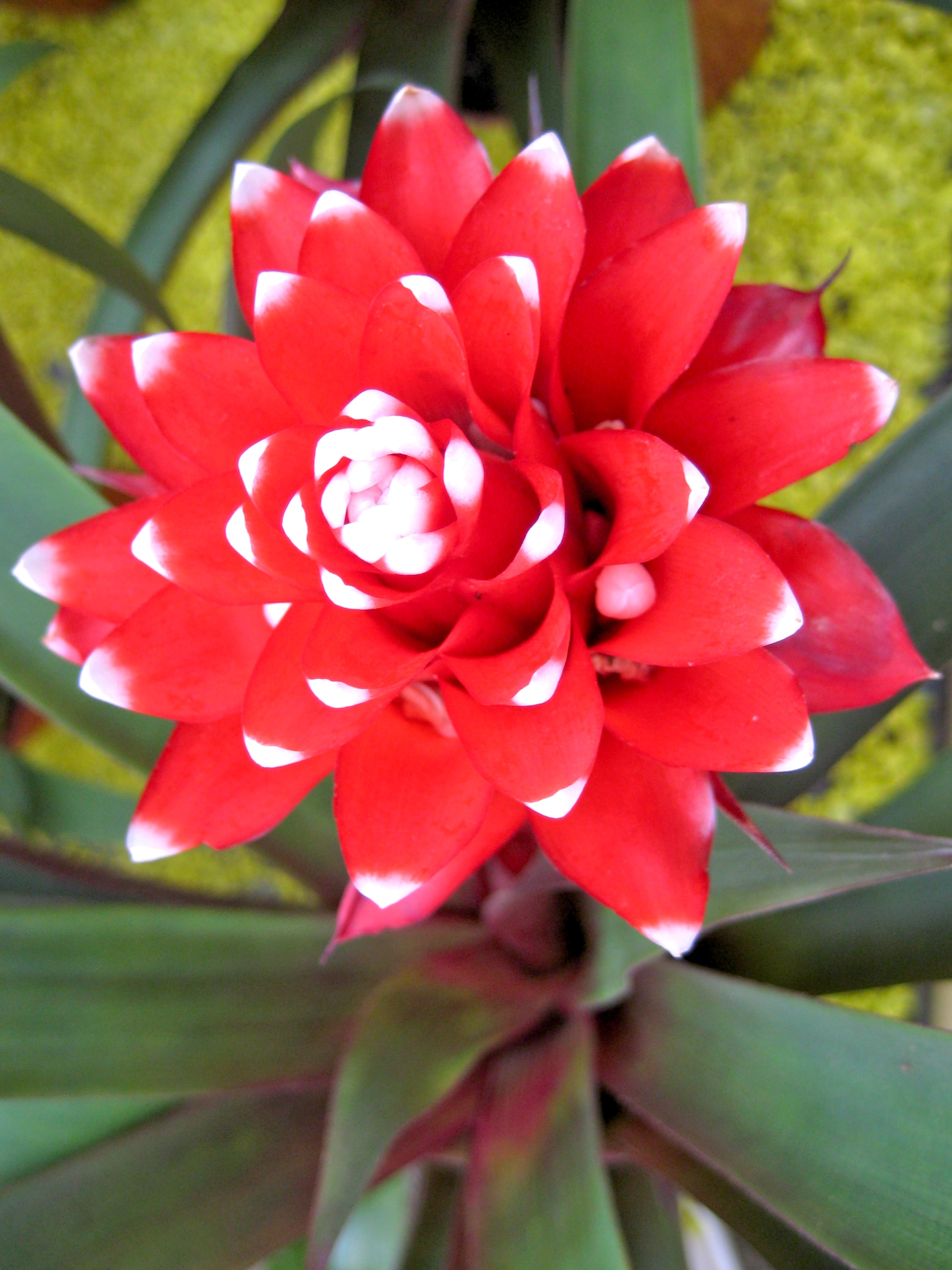
Гузмания сорта 'El Cope'

Гусмании, подобно фризеям (вриезиям), — одни из самых теплолюбивых бромелиевых. Оптимальная зимняя температура — около 20 °C, летом до 28 °C. Гусмании светолюбивы, и размещают их на западных окнах, притеняя от прямых солнечных лучей. Полив зимой умеренный, весной и летом (во время роста) — обильный с опрыскиванием листьев. При поливе необходимо наполнять листовую розетку гусмании. Выращивают в корзинках и горшках (10—12 см) в смеси измельченных корней папоротника и сфагнума (3:1) или в земельной смеси из торфа (волокнистого), древесного угля, дерново-глинистой земли и песка (1:1:0,5:0,5). Можно использовать смесь измельченной коры хвоиных, сфагнового мха, верхового торфа, стиромуля с добавлением кусочков древесного угля. Пересаживают раз в 2—3 года, весной или летом, ежегодно подправляют субстрат.

### Болезни и вредители
Гусмании страдают от грибковых заболеваний, вызванных повышенной влажностью и температурой окружающей среды. При излишнем поливе могут загнивать корни, сократите полив и наливайте воду в листовую розетку.

### Размножение
Размножают семенами и делением старых растений или отводками, как фризею (вриезию).

### Применение
Широко используют при устройстве различных композиций.